# Брубру
Бру́бру (Nilaus afer) — вид горобцеподібних птахів родини гладіаторових (Malaconotidae). Мешкає в Африці на південь від Сахари. Це єдиний представник монотипового роду Брубру (Nilaus). Виділяють низку підвидів.

## Опис
Довжина птаха становить 12—15 см. У самця номінативного підвиду тім'я чорне, над очима білі «брови», через очі проходить чорна смужка. Верхня частина тіла чорна, на спині охриста смуга. Гузка пістрява, хвіст чорний, кінчики пер на хвості білі. Крила чорні, на плечах жовтувато-коричневі смуги. Нижня частина тіла біла, боки руді.
Самиця має тьмяніше і коричнюватіше забарвлення, нижня частина тіла в неї поцяткована смужками, руді плями на боках менші. Молоді птахи пістряві, коричнювато-охристо-білі.
Представники різних підвидів мають відмінності в забарвлені. Так, самець підвиду N. a. nigritemporalis не має «брів», а його плечі білі, а не охристі. Інші підвиди різняться за довжиною «брів», кольором боків і за кількістю смужок на нижній частині тіла.

## Підвиди
Виділяють десять підвидів:
- N. a. afer (Latham, 1801) — поширений від Сенегалу і Гамбії до Ефіопії;
- N. a. camerunensis Neumann, 1907 — поширений від Камеруну до півночі ДР Конго;
- N. a. hilgerti Neumann, 1907 — поширений на сході Ефіопії;
- N. a. minor Sharpe, 1895 — поширений від Південно-Східного Судану до Сомалі, на півночі і сході Кенії і на північному сході Танзанії;
- N. a. massaicus Neumann, 1907 — поширений від сходу ДР Конго до Північно-Західної Кенії і північної Танзанії;
- N. a. nigritemporalis Reichenow, 1892 — поширений від східної Анголи до Танзанії, південної і центральної Замбії і центрального Мозамбіку;
- N. a. brubru (Latham, 1801) — поширеній від Південної Анголи до півночі ПАР і заходу Есватіні;
- N. a. solivagus Clancey, 1958 — поширений у Центральному Зімбабве, на південному заході Мозамбіку, на сході Есватіні, на сході і північному сході ПАР;
- N. a. affinis Barboza du Bocage, 1878 — поширений на півночі Анголи і на півдні ДР Конго;
- N. a. miombensis Clancey, 1971 — поширений на південному сході Мозамбіку.

## Поширення і екологія
Брубру мешкають в савані, сухих лісових масивах і чагарникових заростях. Більшість підвидів живуть в акацієвих і широколистних лісах, а підвиди N. a. solivagus, N. a. affinis і N. a. miombensis живуть в міомбо, в заростях Brachystegia.

## Поведінка
Брубру живуть поодинці або парами. Спілкуються гучими вигуками «бру-бру». Харчуються комахами, яких ловлять в польоті. Це територіальні птахи, один птах займає площу близько 35 га. Гнізда чашоподібні, розміщуються на дереві. В кладці 2 білуватих, зеленуватих або сіруватих яйця з сірими або коричневими плямками. І самець, і самиця насиджують яйця. Інкубаційний період триває 19 днів. Пташенята покидать гніздо на 22 день, однак батьки продовжують піклуватися про них ще близько 8 тижнів.